# Bob Daisley
Robert John „Bob“ Daisley (* 13. Februar 1950) ist ein australischer Bassist.

## Karriere

### Anfänge
1971 veröffentlichte Daisley das Album Wide Open mit seiner Band Kahvas Jute. Diese bestand aus Dennis Wilson (Gesang, Gitarre), Tim Gaze (Gesang, Gitarre), Dannie Davidson am Schlagzeug und ihm. Zum Zeitpunkt der Veröffentlichung war Gaze jedoch schon wieder ausgetreten und die Band bestand als Trio. Im Juni 1971 zogen Dennis Wilson und Danni Davidson nach London und spielten dort mit Mick Smith und Scott Maxey am Bass. Als Daisley Im Juli nach London kam, vereinigte sich die Band jedoch nicht mehr wieder. Daisley blieb daraufhin in England. 1972 ging er mit der englischen Rockband Chicken Shack auf Tour. Auf dem 1973 erschienenen Album Unlucky Boy spielt Daisley Bass. Kurz darauf ging er zu Mungo Jerry, mit denen er 1974 das Album Long-Legged Woman Dressed In Black veröffentlichte.

### Durchbruch und Höhepunkt
1977 stieß er zu Ritchie Blackmore's Rainbow, bei denen er ein Jahr blieb. Aus dieser Zusammenarbeit kommt zum einen das Live-Album Live in Munich 1977 (erschienen 2006) und zum anderen das Album Long Live Rock'n'Roll, bei dem Daisley auf den Songs Gates Of Babylon, Kill The King und Sensitive To Light Bass spielt. 1986 erschien eine Live- und B-Seiten Kollektion unter dem Titel Finyl Vinyl, auf denen Bob Daisley auf zwei Live-Songs (Man On The Silver Mountain, Long Live Rock'n'Roll) vertreten ist. Mitstreiter Daisleys waren neben Blackmore zu dieser Zeit u. a. Ronnie James Dio und Cozy Powell.
Nebenbei spielte Daisley von 1979 bis 1980 wieder einige Shows mit Chicken Shack.
1979 stieß Daisley zu Ozzy Osbourne (Black Sabbath) und Randy Rhoads (Quiet Riot), um mit diesen Osbournes Soloband zu gründen. Komplettiert wurde die Band schließlich von Lee Kerslake (Uriah Heep). 1980 kam das erste Album Blizzard Of Ozz auf den Markt, das es in England auf Platz 7 der Charts schaffte. Zwischenzeitlich wurden Kerslake und Daisley durch Rudy Sarzo und Tommy Aldridge ersetzt. Obwohl dieser Wechsel zum Album Diary of a Madman rückgängig gemacht wurde, tauchen in den Credits des Albums Sarzo und Aldridge als offizielle Mitglieder auf, ohne nur einen Ton auf dem Album gespielt zu haben. Nachdem Rhoads 1982 verstarb und Lee Kerslake die Band endgültig verlassen hatte, erschien 1983 das Album Bark at the Moon. Komplettiert wurde die Band hierbei durch Jake E. Lee und Tommy Aldridge. 1986 wurde Daisley durch Phil Soussan ersetzt. Er schrieb einige Songs auf dem 1986 erschienenen Album The Ultimate Sin mit, spielte aber nicht auf dem Album.
Nebenzu spielte Daisley auf den Alben Victims of the Future (1984, 3 Lieder), Run for Cover (1986, 1 Lied) und Wild Frontier (1987, komplett) von Gary Moore.
Als er von 1982 bis 1983 kurz die Band von Osbourne verließ, war er mit Uriah Heep auf Tour und veröffentlichte mit diesen die Alben Abominog (1982) und Head First (1983). Schlagzeug spielte auf diesen Alben Lee Kerslake, Gitarre Mick Box, Keyboards John Sinclair und gesungen hat Peter Goalby.
1987 ging Daisley zu Black Sabbath. Von ihrer ursprünglichen Besetzung war zu dieser Zeit nur noch Tony Iommi übrig geblieben. Sänger war zu diesem Zeitpunkt Ray Gillen und Schlagzeug spielte Eric Singer. Sie hatten das Album The Eternal Idol fast fertig geschrieben. Somit schrieb Daisley einen Song mit und spielte das Album ein. Zu diesem Zeitpunkt ließ Iommi die Band erneut von Patrick Meehan managen, obwohl dieser der Band bereits Ärger bereitete und in den 1970er-Jahren durch Klagen wesentlich zur Auflösung der Urbesetzung beitrug. Ray Gillen verließ schließlich die Band und der damals bislang unbekannte Sänger Tony Martin sang das Album noch einmal komplett ein. Schließlich kehrte Daisley zu Gary Moore zurück und nahm Schlagzeuger Eric Singer mit. 
1988 spielte Daisley erneut auf dem Album No Rest for the Wicked von Ozzy Osbourne. Inzwischen bestand die Band aus dem Gitarristen Zakk Wylde und dem Schlagzeuger Randy Castillo. Das Album erreichte Platz 13 der US-amerikanischen Charts. 
1988 spielte Daisley zusätzlich als Gast auf dem Yngwie Malmsteen Album Odyssey bei vier Titeln Bass.
Im Januar 1989 kam das Album After the War von Gary Moore raus, auf dem Daisley Bass spielt. Bereits 1990 folgte das Album Still Got the Blues, auf dem Daisley auf einigen Titeln zu hören ist.
1990 spielte Bob Daisley auf dem Album Ward One: Along the Way von Bill Ward mit. 
1991 arbeitete er ein letztes Mal mit Ozzy Osbourne zusammen. Auf der Tour zum Album No More Tears wurde er durch Mike Inez (Heart, Alice in Chains und Slash’s Snakepit) ersetzt. Nach dem 1992 erschienenen Album After Hours endete ebenfalls die Zusammenarbeit mit Gary Moore.
Im November 1991 spielten Kahvas Jute einen Auftritt in Originalbesetzung.

### Neuere Entwicklung
2001 veröffentlichte er mit der australischen Blues-Band The Hoochie Coochie Men ein gleichnamiges Album. 2003 erschien ein Live-Album aus dem Club The Basement in Sydney, auf dem Jon Lord mitwirkte. 2007 erschien ein Studioalbum namens Danger. Whitemen Dancing, auf dem ebenfalls Jon Lord mitwirkte.
2003 gründete er die Band Living Loud mit Jimmy Barnes, Don Airey, Steve Morse und Lee Kerslake. Sie veröffentlichten im gleichen Jahr ein gleichnamiges Debüt mit Neueinspielungen von Songs der ersten beiden Ozzy-Osbourne-Alben und im darauffolgenden Jahr ein Live-Album. 
2004 spielte Daisley ein letztes Mal gemeinsam mit Gary Moore. Er übernahm die Bassspuren für das Album Power of the Blues. Im September 2005 gründete er mit David Lee Roth, Tommy Lee und Vinnie Vincent die Band Bitter Pill. 
2005 spielten Kahvas Jute erneut einen Wiedervereinigungsauftritt im The Basement in Sydney. Dannie Davidson wurde jedoch durch Mark Marriott ersetzt. 2006 wurde der Auftritt als Then Again (Live At The Basement) veröffentlicht.
2013 veröffentlichte Daisley seine Autobiografie For Facts Sake.
Daisley spielte 2022 auf Universal, einem Album der Michael Schenker Group, als Gast im Lied A King has gone (eine Hommage an Ronnie James Dio) die Bassgitarre.